# Gustav Knudsen
Gustav Lund Knudsen (* 16. April 2003 in Lyngby-Taarbæk) ist ein dänischer Basketballspieler.

## Werdegang
Knudsen spielte in seinem Heimatland für den Virum Basketball Klub. 2019 nahm er als Gastspieler des BMS Herlev unter der Leitung von Trainer Erez Bittman an einem U18-Turnier der EuroLeague teil. Der Verein war als erste dänische Mannschaft zu dem Turnier eingeladen worden. Knudsen überzeugte dort mit 15,8 Punkten je Begegnung.
Zur Saison 2019/20 holte ihn der spanische Erstligist Casademont Saragossa. Er wurde zunächst in der Jugend sowie bei der Ausbildungsmannschaft Anagan Olivar in der Liga EBA eingesetzt. In Saragossas Mannschaft in der höchsten spanischen Spielklasse, Liga ACB, kam der Däne erstmals im Dezember 2020 zum Einsatz.
In der Sommerpause 2022 wurde er vom amtierenden dänischen Meister Bakken Bears verpflichtet. Knudsen erhielt in der Saison 2022/23 den Preis für den besten jungen Spieler der dänischen Liga. Im Mai 2023 wurde er mit Bakken erstmals dänischer Meister, zuvor hatte man bereits den Pokalwettbewerb gewonnen. 2024 wiederholte Knudsen mit der Mannschaft den Gewinn des dänischen Meistertitels. Er war im Verlauf der Saison 2023/24 mit 12,6 Punkten je Begegnung in der dänischen Liga der beste einheimische Korbschütze seiner Mannschaft.
Spirou BC Charleroi aus Belgien gab im Juni 2024 die Verpflichtung des Dänen bekannt. In der BNXT-Liga erzielte er für Charleroi in der Saison 2024/25 im Durchschnitt 7,7 Punkte je Begegnung. Nach einem Spieljahr in Belgien wechselte Knudsen zu Bàsquet Manresa in die spanische Liga ACB.

### Nationalmannschaft
Bei der B-Europameisterschaft der Altersstufe U16 wurde Knudsen 2019 mit Dänemark Dritter. Er erzielte im Turnierverlauf je Begegnung im Durchschnitt 16,5 Punkte sowie 10,5 Rebounds.